# Lepidopus
Lepidopus is een geslacht van straalvinnige vissen uit de familie van haarstaarten (Trichiuridae).

## Soorten
- Lepidopus altifrons Parin & Collette, 1993
- Lepidopus calcar Parin & Mikhailin, 1982
- Lepidopus caudatus (Euphrasen, 1788) – Kousebandvis
- Lepidopus dubius Parin & Mikhailin, 1981
- Lepidopus fitchi Rosenblatt & Wilson, 1987
- Lepidopus manis Rosenblatt & Wilson, 1987